# Самуил Мелнишки
Самуил (на гръцки: Σαμουήλ) е гръцки духовник, митрополит на Вселенската патриаршия.

## Биография
Роден е в Ганохора. В 1809 година Самуил става митрополит на Драчката епархия и остава на катедрата до май 1820 година. След това заема митрополитския престол в Мелник, където управлява до август 1830 година. В Мелник продължава да насърчава развитието на просветното дело, подобно на предшственика му.
Умира през август 1830 година в Мелник. Погребан е в „Свети Николай“.